# Stadt Rapperswil
Le Stadt Rapperswil (en allemand : Ville de Rapperswil) est un bateau à aubes naviguant sur le lac de Zurich, en Suisse. Il s'agit du plus récent bateau de ce type sur ce lac. Il navigue pour la Zürichsee-Schiffahrtsgesellschaft, d'avril à novembre il réalise des liaisons sur la ligne Zurich-Rapperswil (SG)-Zurich.

## Histoire
Le Stadt Rapperswil a été construit en 1914 par le chantier Escher Wyss et Cie à Zurich. Il est lancé le 29 mai 1914 et entre en service à la Pentecôte 1914. Avec l’Helvetia et le Stadt Zürich, la Zürichsee-Schiffahrtsgesellschaft possède alors trois grands navires. Le 2 décembre 1918, le Conseil fédéral restreint l'utilisation des machines à vapeur, en raison du manque d'importation de charbon en Suisse, conséquence de la Première Guerre mondiale. Cette mesure est abrogée dès 1919.
En 1951, la combustion du charbon a été remplacée par de l'huile lourde.

## Classement
Le bateau est classé en tant que bien culturel suisse d'importance nationale.

### Sources
- (de) Cet article est partiellement ou en totalité issu de l’article de Wikipédia en allemand intitulé « Stadt Rapperswil (Schiff) » (voir la liste des auteurs).